# Kaloula assamensis
Kaloula assamensis é uma espécie de anfíbio anuros da família Microhylidae. Está presente na Índia. A UICN classificou-a como pouco preocupante.